# Frontier Airlines (1950)
Frontier Airlines war eine US-amerikanische Fluggesellschaft mit Sitz in Denver und Basis auf dem Flughafen Stapleton.

## Geschichte

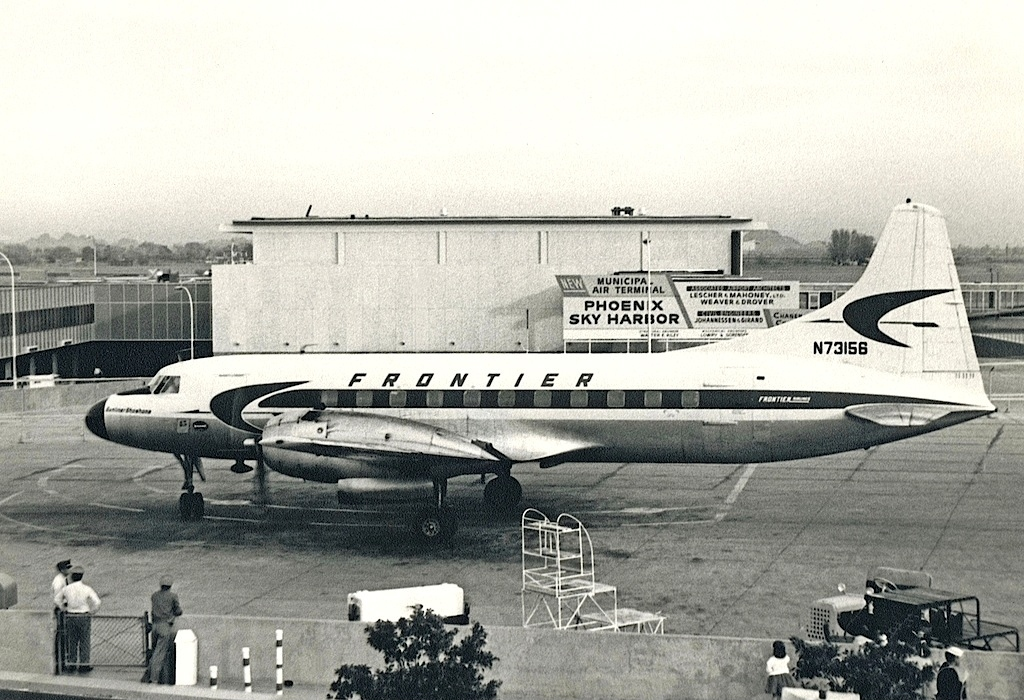
Convair CV-340 der Frontier Airlines, 1961

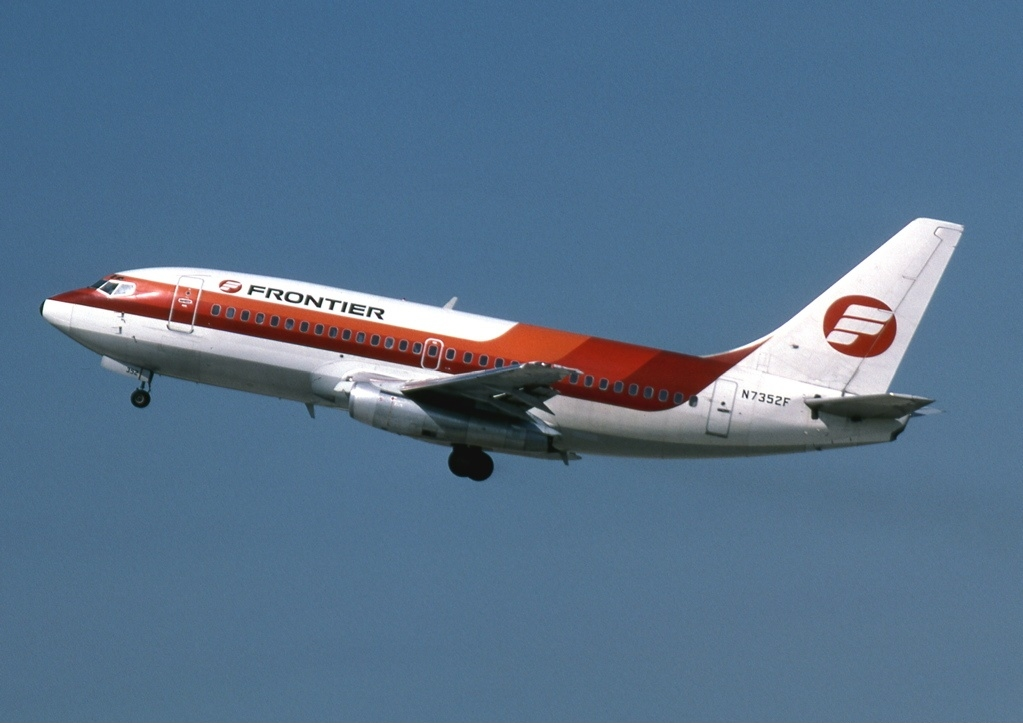
Boeing 737-291 der Frontier Airlines, 1985

Frontier Airlines wurde am 27. November 1946 als Monarch Air Lines gegründet. Sie bediente Städte in den „Four Corners“-Staaten Colorado, Utah, New Mexico und Arizona. Im Jahr 1950 benannte sie sich in Frontier Airlines um. Sie flog Städte in den Rocky Mountains, darunter Denver, Salt Lake City und Billings, an. Im Gründungsjahr flog die Fluggesellschaft 40 Städte in den Rocky Mountains mit zwölf Douglas DC-3 an.
Im Jahr 1959 erhielt Frontier Airlines die ersten Convair CV-340. Gleichzeitig führte sie auch ein neues Logo ein. Im Jahr 1966 kaufte die Gesellschaft Boeing 727-100, mit der das Jet-Zeitalter für Frontier Airlines begann. Im Jahr 1967 übernahm Frontier Airlines die Central Airlines und übernahm elf Convair CV-600 und sechzehn DC-3. Im Februar 1968 integrierte sie die gestreckte Boeing 727-200 in ihre Flotte. Zwischen 1969 und 1970 wurden alle Convair 600 ausgeflottet. Bereits ein Jahr zuvor beendete die Gesellschaft den Betrieb ihrer DC-3. Im Jahr 1971 wurde die erste Boeing 737-200 ausgeliefert, die damit die Boeing 727 ersetzte.
Im Jahr 1977 flog Frontier Airlines mit einem Weiterflug-Abkommen mit Hughes Airwest sowohl Burbank als auch den Orange County Airport von Denver aus an. Auch flog sie nach Sacramento, welche das erste kalifornische Ziel der Fluggesellschaft war. Im Jahr 1979 flog Frontier Airlines nach 94 Städten in den USA, Kanada und Mexiko.
Am 31. Mai 1982 flottete Frontier Airlines ihre letzten Convair CV-580 aus. Während ihrer Existenz flog Frontier Airlines 170 Flughäfen an. 
Am 5. Oktober 1985 übernahm People Express die Frontier Airlines, die am 24. August 1986 ihren Flugbetrieb aufgrund von Verlusten einstellte und vier Tage später bankrott wurde.
Am 24. Oktober 1986 übernahm Continental Airlines die People Express. People Express und damit auch Frontier Airlines fusionierten am 1. Februar 1987 mit Continental Airlines, zusammen mit New York Air und mehreren kleineren Fluggesellschaften.
Am 8. Februar 1994, acht Jahre nach der Einstellung des Flugbetriebes der Frontier Airlines, wurde die heutige, gleichnamige Frontier Airlines geschaffen, die ihren Flugbetrieb am 5. Juli 1994 aufnahm.

## Flotte
Frontier Airlines betrieb folgende Flugzeugtypen:
- Boeing 727-100
- Boeing 727-200
- Boeing 737-200
- Convair CV-240
- Convair CV-600
- Convair CV-340
- Convair CV-440
- Convair CV-580
- de Havilland Canada DHC-6 Twin Otter
- Douglas DC-3
- McDonnell Douglas DC-9-81/-82/-83 (MD-81/-82/-83)

## Zwischenfälle
Von 1950 bis zur Betriebseinstellung 1986 kam es bei Frontier Airlines zu fünf Totalschäden von Flugzeugen. Bei dreien davon kamen sechs Menschen ums Leben. Beispiel:
- Am 21. Dezember 1962 setzte eine Convair CV-340-31 der Frontier Airlines (Luftfahrzeugkennzeichen N73130) bei der Landung auf dem Flughafen Grand Island (Nebraska) im Nebel 1237 Meter vor der Landebahn im Gelände auf. Die Maschine fing Feuer und wurde zerstört. Alle 42 Insassen, drei Besatzungsmitglieder und 39 Passagiere, überlebten den Unfall.[14]